# Chaussette russe
 (mai 2025).
Si vous disposez d'ouvrages ou d'articles de référence ou si vous connaissez des sites web de qualité traitant du thème abordé ici, merci de compléter l'article en donnant les références utiles à sa vérifiabilité et en les liant à la section « Notes et références ».

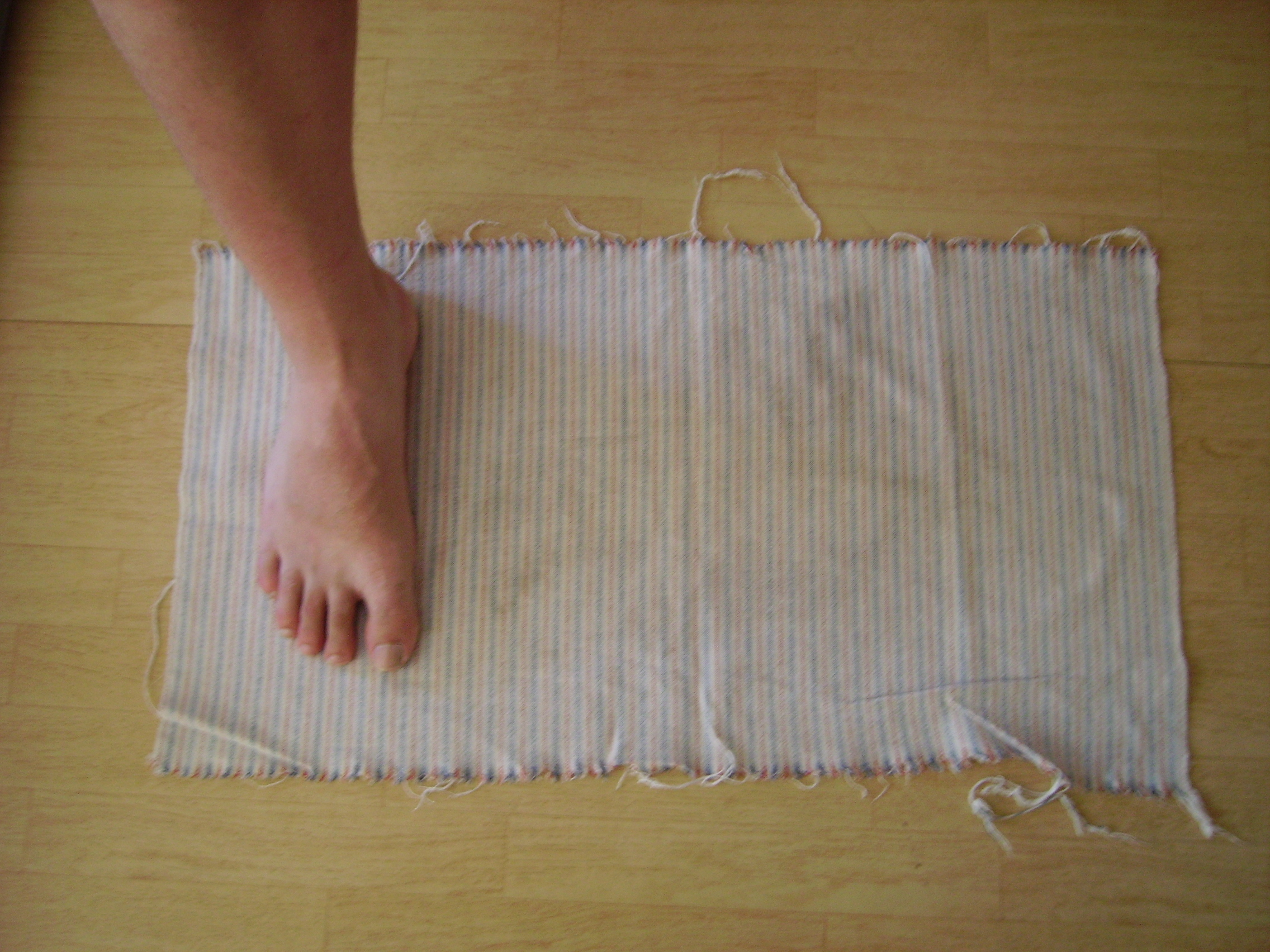
Équipement de l'armée finlandaise

La chaussette russe, ou portianki, est un morceau de tissu (généralement de coton blanc) d'environ 40 cm par 80 cm et destiné à être enroulé autour du pied, autrefois en usage dans plusieurs armées, dont celles d'Allemagne et de l'ex-URSS.
Mettre une chaussette russe est très délicat pour le soldat, car si elle est mal posée, le pied est affecté d'ampoules et de cals douloureux.
La chaussette russe a en revanche l'avantage de pouvoir être inversée : si le pied est mouillé, la partie trempée de la chaussette est enroulée sur la jambe où elle sèche rapidement, et la partie sèche maintient le pied au chaud.
Le 23 novembre 2007, le vice-ministre russe de la défense Vladimir Isakov a annoncé son remplacement définitif à la fin de l'année 2008 par la chaussette classique.